# June Croft
June Alexandra Croft (* 17. Juni 1963 in Ashton-in-Makerfield, Greater Manchester) ist eine ehemalige britische Schwimmerin. Sie gewann je eine olympische Silber- und Bronzemedaille. Bei Commonwealth Games erhielt sie drei Goldmedaillen sowie je zwei Silber- und Bronzemedaillen.

## Karriere
Die 1,70 m große June Croft schwamm für den Wigan SC. Sie gewann im Verlauf ihrer Karriere 24 britische Meistertitel.
Ihre internationale Karriere begann bei den Olympischen Spielen 1980 in Moskau. Die  britische 4-mal-100-Meter-Lagenstaffel in der Besetzung Helen Jameson, Margaret Kelly, Ann Osgerby und June Croft gewann die Silbermedaille hinter der Staffel aus der DDR und vor der Staffel aus der Sowjetunion. Über 100 Meter Freistil verpasste Croft als Neunte der Vorläufe knapp den Finaleinzug. Über 200 Meter Freistil erreichte sie das Finale und belegte den sechsten Platz. Zum Abschluss der Schwimmwettbewerbe schlug die 4-mal-100-Meter-Freistilstaffel mit Sharron Davies, Kaye Lovatt, Jackie Willmott und June Croft als vierte Staffel an, die Britinnen hatten über zwei Sekunden Rückstand auf die drittplatzierten Niederländerinnen.
Bei den Schwimmeuropameisterschaften 1981 in Split erreichte June Croft drei Endläufe. Sie wurde Siebte über 100 Meter Freistil, Sechste über 200 Meter Freistil und Achte über 400 Meter Freistil. Im Jahr darauf bei den Weltmeisterschaften in Guayaquil erreichte Croft erneut drei Endläufe. Sie belegte sowohl über 200 Meter als auch über 400 Meter Freistil den siebten Platz. Die britische Lagenstaffel mit Helen Jameson, Susannah Brownsden, Ann Osgerby und June Croft kam auf den achten Platz. Bei den Commonwealth Games 1982 in Brisbane gewann Croft fünf Medaillen. Sie siegte über 100 Meter und 200 Meter Freistil. Über 400 Meter Freistil belegte sie den dritten Platz hinter der Australierin Tracey Wickham und hinter Jackie Willmott. Die englische Lagenstaffel mit Catherine White, Susannah Brownsden, Ann Osgerby und June Croft gewann Silber hinter der kanadischen Staffel. Die 4-mal-100-Meter-Freistilstaffel mit Debra Gore, Jackie Willmott, June Croft und Nicola Fibbens siegte vor den Schottinnen. 1983 erreichte June Croft bei den Schwimmeuropameisterschaften 1983 in Rom den vierten Platz über 200 Meter Freistil mit 0,38 Sekunden Rückstand auf die Bronzemedaille.
1984 bei den Olympischen Spielen in Los Angeles belegte Croft zunächst den sechsten Platz über 100 Meter Freistil. Nicola Fibbens erreichte als zweite Britin lediglich das B-Finale. Auch über 200 Meter Freistil war June Croft die einzige Britin im Finale und erreichte erneut den sechsten Platz. Über 400 Meter Freistil siegte Tiffany Cohen aus den Vereinigten Staaten mit drei Sekunden Vorsprung auf Sarah Hardcastle, die ihrerseits eine Sekunde Vorsprung auf ihre Landsfrau June Croft hatte. Eine Stunde nach dem Finale über 400 Meter Freistil fand das Finale in der 4-mal-100-Meter-Freistilstaffel statt, June Croft, Nicola Fibbens, Debra Gore und Annabelle Cripps belegten den sechsten Platz. Schließlich erreichte auch die 4-mal-100-Meter-Lagenstaffel das Finale. Beverley Rose, Jean Hill, Nicola Fibbens und June Croft belegten den vierten Platz mit etwas über einer Sekunde Rückstand auf die drittplatzierten Kanadierinnen.
Nach zwei Jahren ohne Endkampfplatzierungen bei internationalen Meisterschaften erreichte June Croft bei den Schwimmeuropameisterschaften 1987 in Straßburg den achten Platz über 200 Meter Freistil. Im Jahr darauf bei den olympischen Schwimmwettbewerben in Seoul 1988 verpasste June Croft über 100 Meter, 200 Meter und 400 Meter Freistil den Einzug ins B-Finale. Ihre beste Platzierung in Seoul war der zehnte Rang mit der britischen Freistilstaffel. Crofts letzte internationale Meisterschaft waren die Commonwealth Games 1990 in Auckland. Sie belegte den achten Platz über 100 Meter Freistil und den fünften Platz über 200 Meter Freistil. Die englische 4-mal-100-Meter-Freistilstaffel mit June Croft, Karen Pickering, Sharron Davies und Zara Long gewann die Bronzemedaille hinter Australierinnen und Kanadierinnen. Die englische 4-mal-200-Meter-Freistilstaffel mit Joanna Coull, Judy Lancaster, June Croft und Sharron Davies gewann Silber hinter den Australierinnen.